# 重慶軌道交通24號線
重慶軌道交通24號線是重慶軌道交通中一條在建的線路。

## 概況
一期起於巴南區鹿角北站，經竹園村、重慶東站、迎龍商貿城，止於南岸區廣陽灣站。線路全長約19公里，設地下車站12座，分別為鹿角北站、況家塘站、竹園村站、重慶東站、地龍灣站、桃花路站、瓦子垻站、茶涪路站、商貿城站、迎龍站、商貿城北站、廣陽灣站，其中鹿角北站與20號線換乘，重慶東站與6、8、27號線換乘，廣陽灣站與20號線換乘，車輛制式採用As型車。
二期计划使用黄桷坪长江大桥延伸至九龙坡区。

## 车站列表
| 分段 | 车站编号 | 车站名称 | 车站形式 | 开通时间 | 换乘线路                         | 所在辖区 |
| ---- | -------- | -------- | -------- | -------- | -------------------------------- | -------- |
| 一期 |          | 鹿角北   | 地下     | 建设中   |                                  | 巴南区   |
| 一期 | 况家塘   |          | 地下     | 建设中   |                                  | 巴南区   |
| 一期 |          | 竹园村   | 地下     | 建设中   |                                  | 南岸区   |
| 一期 |          | 重庆东站 | 地下     | 建设中   | 6号线（建设中） 27号线（建设中） | 南岸区   |
| 一期 | 地龙湾   |          | 地下     | 建设中   |                                  | 南岸区   |
| 一期 | 桃花路   |          | 地下     | 建设中   |                                  | 南岸区   |
| 一期 | 瓦子坝   |          | 地下     | 建设中   |                                  | 南岸区   |
| 一期 | 茶涪路   |          | 地下     | 建设中   |                                  | 南岸区   |
| 一期 | 商贸城   |          | 地下     | 建设中   |                                  | 南岸区   |
| 一期 | 迎龙     |          | 地下     | 建设中   |                                  | 南岸区   |
| 一期 | 商贸城北 |          | 地下     | 建设中   |                                  | 南岸区   |
| 一期 | 广阳湾   |          | 地下     | 建设中   |                                  | 南岸区   |

## 历史
- 2023年7月20日，24号线一期TBM“火焰七号”顺利始发[2]。
- 2023年8月14日，24号线一期鹿角北站～况家塘站～竹园村站区间左线复合式TBM（盾构）顺利吊装下井[3]。